# A Waczak szálló epizódjainak listája
Ez a  John Cleese és Connie Booth által készített Waczak szálló című tévésorozat epizódlistája. A műsor legelőször a BBC 2-n került adásba 1975. szeptember 19-én. Az első évadot John Howard Davies, a másodikat pedig Bob Spiers rendezte.
|  | Alább a cselekmény részletei következnek! |

## Első évad

### Egy csipet előkelőség
(Eredeti címe: A Touch of Class)
Basil el van ragadtatva, mikor egy arisztokrata száll meg a hotelben, és igyekszik elutasítani az általában oda betérő vendégeket. Nem is sejti, hogy a férfi valójában nem lord, hanem csaló, aki megpróbálja megszerezni az érmegyűjteményét. Egyre jobban megbízik a „nemes” vendégben, és egyre jobban igyekszik kiszolgálni őt, míg végül a rendőrség rajta nem üt a hotelen.
- Vendégszereplő: Michael Gwynn (Lord Melbury).
- A hotel tábláján az alábbi olvasható: FAWLTY TOWERS. A felirat szélesebb, és a betűk díszesebbek, a későbbiekben a táblán Times New Roman-szerű betűkészlet látható.

### A kőművesek
(Eredeti címe: The Builders)
Mikor egy javítást kell elvégezni a hotel előterében, Basil a legolcsóbb megoldást választja: a felesége háta mögött egy O’Reilly nevű ír kőművesnek ad megbízást. O’Reilly és emberei elkontárkodják a munkát, befalazva egy ajtót is. Sybil kihív egy jobb kőművest, de hamarosan visszatér O’Reilly is, hogy helyrehozza a hibát.
- Vendégszereplők: David Kelly (O’Reilly) és Michael Cronin (Lurphy).
- A tábla felirata: FAWLTY TOWER

### Esküvői vendégek
(Eredeti címe: The Wedding Party)
Basil bármerre is néz, mindenütt barátkozó vendégeket lát, akikről rögtön erkölcstelenséget feltételez. Végül mégis ő lesz az egyetlen, aki nyilvánosan nadrág nélkül mutatkozik.
- Vendégszereplő: Trevor Adams (Alan).
- A tábla felirata: FAW TY TO∑ER

### Szállodaellenőrök
(Eredeti címe: The Hotel Inspectors)
Mikor Basil megtudja, hogy inkognitóban dolgozó hotelellenőrök járnak Torquayben, rádöbben, hogy bármelyik új vendége lehet ellenőr.
- Vendégszereplők: Bernard Cribbins és James Cossins, akikről végül kiderül, hogy nem azok, akiknek Basil hiszi őket.
- A tábla felirata: FAW TY TO ER

### Vacsora ínyenceknek
(Eredeti címe: Gourmet Night)
Basil felvillanyozódik, mikor néhány helyi híresség érkezik vacsorára a hotelbe. Eközben az új séfje annyira lerészegedik, hogy képtelen elkészíteni a vacsorát, így Basil kacsát rendel egy közeli étteremből. Miután elhozza az elkészült ételt, az autója lerobban, a hotelbe érve pedig kiderül, hogy a nagy sietségben véletlenül valami egész mást hozott magával.
- Vendégszereplők: André Maranne (André), Allan Cuthbertson (Hall ezredes) és Ann Way (Mrs. Hall).
- A tábla felirata: WA RTY TOWELS

### A németek
(Eredeti címe: The Germans)
Egy tűzriadógyakorlat során Basil kórházba kerül, de sikerül visszaérnie a hotelbe. Amikor német vendégek érkeznek, különös fogadtatásban részesíti őket. Ebből a részből vált ismertté a mondat: „Ne említsd a háborút!” (Don’t mention the war.)
- Vendégszereplő: Brenda Cowling (nővér).
- Ez az egyetlen rész, amelynek a főcímében nem szerepel a szálló épülete, ehelyett a middlesex-i Northwick Park Hospital látható. Emiatt a tábla felirata nem ismert.

## Második évad
A második évad három és fél évvel az első rész után, 1979. február 19-étől került adásba.

### Kommunikációs zavarok
(Eredeti címe: Communication Problems)
A süket és heves természetű özvegy Mrs. Richards („a pokoli vendég”) érkezése megzavarja Basilt, aki megpróbálja eltitkolni a szerencsejátékokat ellenző Sybil elől, hogy nyert a lóversenyen.
- Vendégszereplő: Joan Sanderson (Mrs Richards).
- A tábla felirata: FAWLTY TOWER

### A pszichiáter
(Eredeti címe: The Psychiatrist)
Egy pszichiáter és a – szintén orvos – felesége érkezik hétvégére a hotelbe. Felkelti a figyelmüket a vendéglátójuk különc viselkedése, különösen, hogy Basil össze is zavarodik, mikor fény derül a vendégek foglalkozására.
- Vendégszereplők: Elspet Gray (Mrs. Abbott) és Luan Peters (Raylene Miles).
- A tábla felirata: WATERY FOWLS

### A Waldorf saláta
(Eredeti címe: Waldorf Salad)
Basil nincs elragadtatva attól, hogy egy amerikai vendég magasabb színvonalú kiszolgálást – és jobb ételt – követel annál, mint ami a Waczak szállóban megszokott.
- Vendégszereplő: Bruce Boa (Mr. Hamilton).
- A tábla felirata: FLAY OTTERS

### A hal és a hulla
(Eredeti címe: The Kipper and the Corpse)
Egyik éjjel egy vendég természetes módon elhalálozik az ágyában. Basil viszi fel neki a reggelit, de nem veszi észre, hogy halott. Amikor kiderül, hogy nem él, Basil eszeveszetten próbálja elrejteni a reggeli maradékát, mert meg van győződve arról, hogy az étel végzett az illetővel.
- Vendégszereplő: Geoffrey Palmer (Dr. Price).
- A tábla felirata: FATTY OWLS

### Házassági évforduló
(Eredeti címe: The Anniversary)
Sybil azt hiszi, hogy a férje megfeledkezett a házassági évfordulójukról. Sértődötten távozik a hotelből, még mielőtt megérkeznének a barátaik, akiket Basil titokban hívott meg, hogy meglepetést szerezzen a feleségének. Amikor megjönnek, Basil azt mondja nekik, hogy a felesége „beteg”…
- Vendégszereplők: Ken Campbell (Reg) és Una Stubbs (Alice).
- A tábla felirata: FLOWERY TWATS

### Basil, a patkány
(Eredeti címe: Basil the Rat)
A helyi egészségügyi ellenőr egy hosszú listát ad át azokról a higiéniai problémákról, amelyeket a személyzetnek azonnal meg kell oldania. Senki sem számít azonban Manuel háziállatára – egy „szibériai hörcsögre” –, amely épp aznap szökik meg.
- Vendégszereplő: John Quarmby (egészségügyi ellenőr).
- A tábla felirata: FARTY TOWELS